# Templo del Sol (Ollantaytambo)
El templo del sol se ubica a 80 km al noreste de la ciudad del Cusco y a 40 km de Machu Picchu, en el distrito de Ollantaytambo, Perú, a una altitud de 2.792 metros (9.160 pies) sobre el nivel del mar.

## Datación
Este templo fue construido a mediados del siglo XV, durante el reinado del primer gobernante histórico inca, Pachacuti Yupanqui (1438-1471).

## Historia
Se sabe que muchos pueblos que vivían en el actual Brasil y/o en el Escudo de las Guayanas se dirigieron hacia los Andes para poder escapar de las enormes inundaciones producidas en ese entonces. Con el paso del tiempo, tomaron como parte de ellos el arte de modelar inmensas rocas con el fin de hacerlas encajar entre sí a la perfección con el método llamado “prueba y error”. Se refugiaron en la parte alta de las montañas para evitar inundaciones y que sus viviendas fueran destruidas, pero también para defenderse con facilidad de eventuales invasores, ser poseedores de fuente de agua pura y fresca y, no menos importante, porque se sentían más cerca de su Dios principal: el Sol.
Es a este mismísimo templo, durante la invasión, fue donde huyó el emperador Inca Manco tras ser derrotado por los españoles en la ciudad de Cusco. Y es aquí a donde vinieron a buscarle. Cuando llegó el hermano de Pizarro con sus hombres y tras darse cuenta de lo imposible de acceder a lo alto de la fortaleza se quedaron empantanados en la llanura después de que los incas la inundaran con un sistema que tenían preparado para tal fin. Huyeron del campo entre las risas de los cusqueños, pero finalmente el inca tuvo que retirarse a la selva dada la insostenibilidad de la situación.

## Construcción

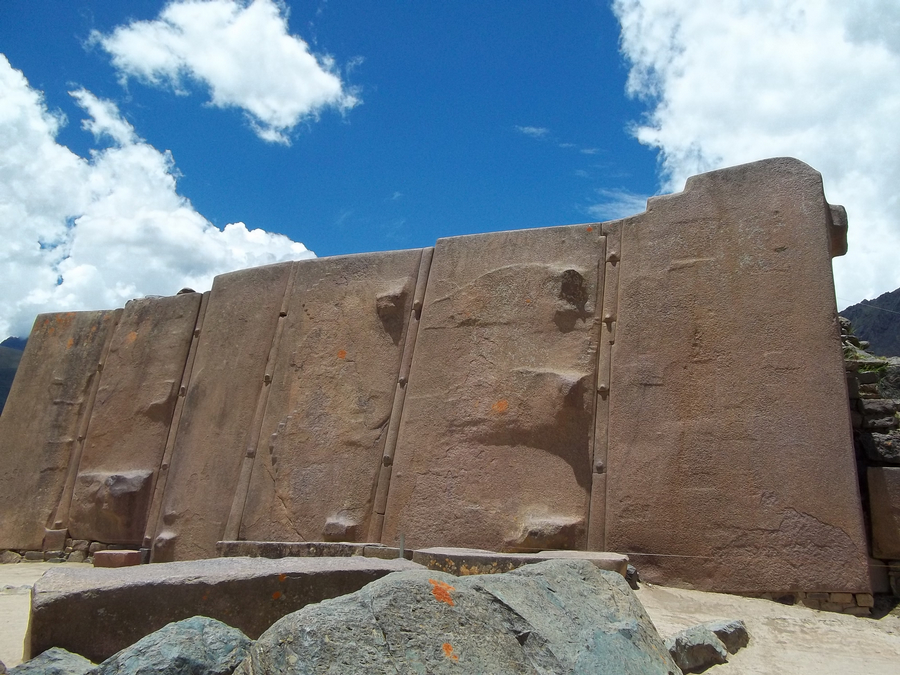
Ruinas del antiguo templo del Sol, en Ollantaytambo.

Este templo cuenta con 150 escalones que separan la parte alta de la  baja y se observa el perfecto tallado de las piedras, con gran similitud a las de Tipón Valle Sur del Cusco. Está hecho de granito, en el cual destacaba nítidamente el muro de los Seis Monolitos erguidos y unidos por láminas de piedras (cuya función era, servir de amortiguador en caso de terremotos). Este edificio tenía como finalidad ser destinado a tener una estructura extraordinaria, original, es decir,  sin nada comparable en ningún otro lugar pero que no logró ser así porque nunca fue el resultado de un diseño único, sino que fue trabajo de varias generaciones de arquitectos que se hicieron cargo de la obra lo que ocasionó que los muros alrededor del Templo tengan un acabado rudimentario construidos con bloques reciclados de otros edificios con grandes espacios entre ellos rellenados con piedras sin cantear.
El granito rosa era traído de la cantera de piedra que se encuentra a unos 4 km de distancia, al otro lado del valle sagrado, en la parte superior de lado suroeste de las montañas. La roca se talló parcialmente en las canteras, y llevadas hacia el fondo del valle. Para cruzar el río los quechuas construyeron un canal artificial paralelo al cauce natural que servía para desviar el agua del río según las conveniencias. Por lo tanto, mientras que el agua fluía a través de un canal el otro estaba seco, con lo que las piedras podrían transportarse para el otro lado del valle. Más aún, las piedras fueron bajadas de una montaña, acarreadas a la siguiente y subidas luego, al sitio donde el templo se erigió con un plano inclinado que es algo así como un camino cuya silueta dicen se ve claramente en la parte inferior del valle. Con la ayuda de rodillos o piedras rodantes a modo de ruedas, cuerdas de cuero, camélidos sudamericanos, palancas, poleas, y el poder de cientos e incluso miles de hombres. Hoy en día, en el camino desde la cantera hasta el templo hay docenas de enormes piedras que la gente conoce como "piedras cansadas", ya que se cree que nunca pudieron ser transportados a su destino. Algunas de las piedras del templo de Sol pesan más de cuarenta toneladas.